# Vishal Jethwa
Vishal Jethwa (Diu eiland, 6 juli 1994) is een Indiaas acteur die voornamelijk in Hinditalige televisieseries en films speelt.

## Biografie
Jethwa begon zijn carrière in 2011 met hele kleine rollen in televisieseries als Parvarish, Hitler Didi, Bade Acche Lagte Hai en Junoon. In 2012 verscheen hij ook in Savdhaan India, Confession en Fear Files.
In 2013 kreeg hij een van de hoofdrollen toegewezen in Bharat Ka Veer Putra – Maharana Pratap. Waarna het balletje begon te rollen en hij ook grotere rollen toegewezen kreeg in televisieseries als Sankatmochan Mahabali Hanuman (2015),  Diya Aur Baati Hum, Peshwa Bajirao (beide uit 2016) en Chakradhari Ajay Krishna (2017). 
In zijn Hindi-filmdebuut werd Jethwa gecast als de antagonist in de film Mardaani 2 uit 2019. Zijn optreden werd goed ontvangen door de critici en het publiek.

## Filmografie

### Films
| Jaar | Film            | Rol                                 | Opmerking            |
| ---- | --------------- | ----------------------------------- | -------------------- |
| 2014 | Darr @ the Mall | geest                               | cameo                |
| 2017 | Hindi Medium    | chaiwala                            | cameo                |
| 2018 | Inaam 100 Karod | Shiv                                | Gujarati film        |
| 2019 | Mardaani 2      | Shiv Prasad Yadav/ Bajrang Chaiwala |                      |
| 2020 | Golkeri         | Uber chauffeur                      | cameo, Gujarati film |
| 2022 | Salaam Venky    | Kolavennu Venkatesh Prasad Krishnan |                      |
| 2023 | IB71            | Qasim Qureshi                       |                      |
| 2023 | Tiger 3         | Hassan Ali                          |                      |

### Televisie en Webseries
| Jaar      | Serie                                  | Rol              | Platform        |
| --------- | -------------------------------------- | ---------------- | --------------- |
| 2013–2014 | Bharat Ka Veer Putra – Maharana Pratap | jonge Akbar      |                 |
| 2014      | Oye Jassie                             | Vivek            |                 |
| 2015      | Sankatmochan Mahabali Hanuman          | Bali             |                 |
| 2016      | Crime Patrol                           | Vicky Sharma     |                 |
| 2016      | Ek Duje Ke Vaaste                      | jonge Shravan    |                 |
| 2016      | Peshwa Bajirao                         | Nasir Jung       |                 |
| 2016      | Diya Aur Baati Hum                     | Chota Packet     |                 |
| 2017      | Thapki Pyar Ki                         | Prince Shekhawat |                 |
| 2017–2018 | Chakradhari Ajay Krishna               | Krishna          |                 |
| 2022      | Human                                  | Mangu            | Disney+ Hotstar |